# 商船旗

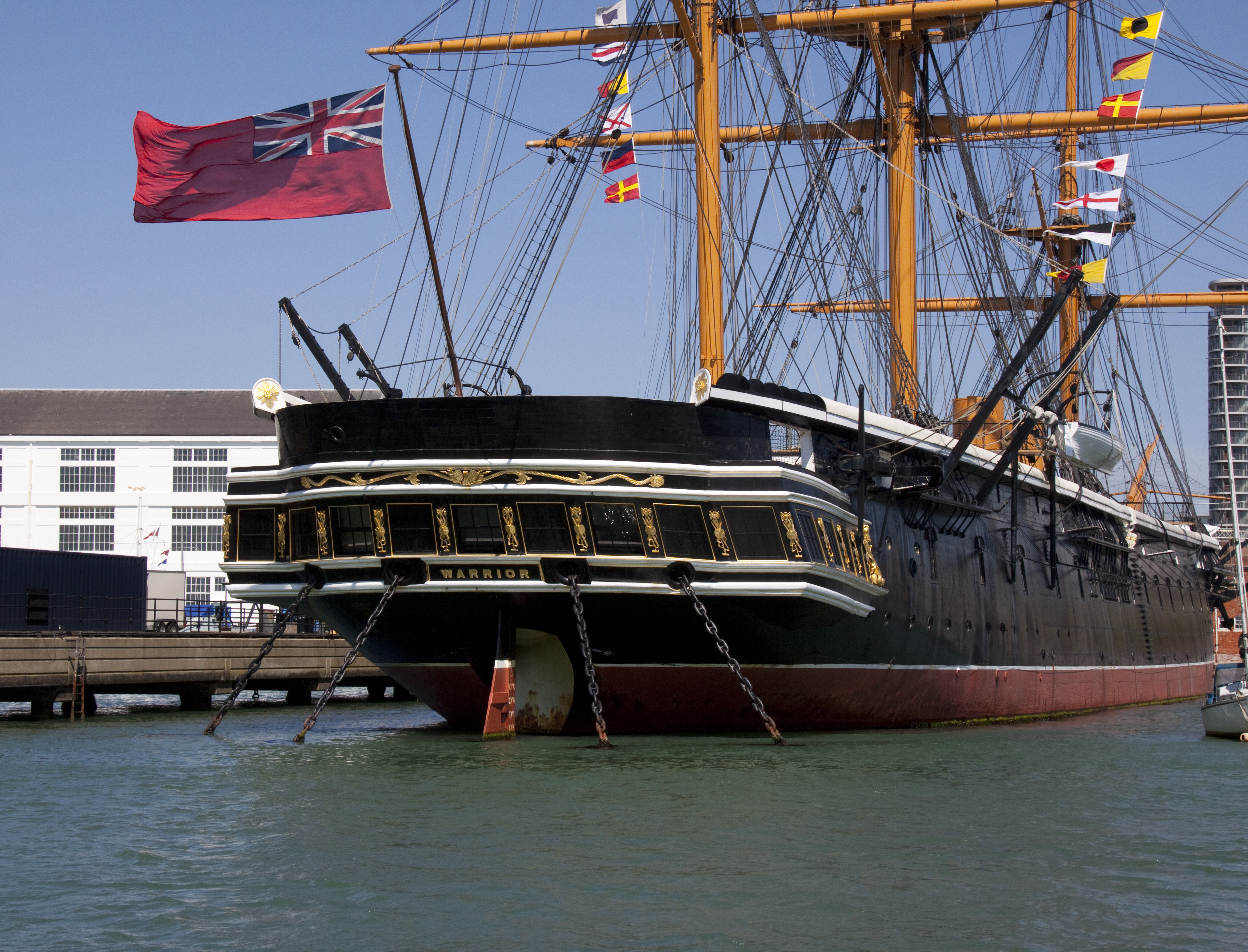
博物館船として船尾にイギリス商船旗を掲げたHMSウォーリア

商船旗（しょうせんき）とは、商船をはじめとする民間の船において国籍・用途を示すために掲揚される旗である。民間用海上旗とも呼ぶ。商船が国籍のみを示す商船用の国旗とは異なり、国籍と商船を証明する二つの役割をになう。そのため、政府が所有する軍艦以外の船（公船）は国旗を掲げるが、沿岸警備隊には独自の旗を制定している国が多い。
英語ではCivil ensignという。通常の国旗と同じものを定めている国も多いが、デザインの異なるものや、全く別のデザインのものを商船旗にしている国もある。また、英連邦諸国や日本のように軍艦旗と商船旗が異なる場合もある。

## 各国の商船旗

### 日本
現在、日本の商船は1899年（明治32年）3月8日の船舶法により原則として国旗である日章旗を掲げ、場合によっては商船旗として社旗を掲げる。
海上自衛隊は艦首旗以外、国籍と所属を示すために旭日旗を掲揚するのに対し、商船は国籍を示す日章旗のみを掲げる。
幕末の1854年8月4日（嘉永7年7月11日）以降、日本の船は外国船と区別する為に軍用・民間を問わず日の丸の旗を掲げた。軍艦旗には、全国の藩が独自のデザインの旗や帆を使用し、幕府直属の船舶は政府旗として中黒の旗を使用した。商船の場合は日の丸のみを掲げた。
商船が掲げる国旗は1870年2月27日（明治3年1月27日）の商船規則で制定された御国旗が最初である。このとき、軍艦と商船を区別する手段として、商船旗も日本商船記として一緒に定められた。
しかし、商船が民間船であることを示す独自の社旗を使用し始めたことや、他国が商船旗を制定していないことの指摘により、1875年（明治8年）11月29日の商船記号廃止で廃止された。商船記号廃止以降、商船は国旗のみを掲げるようになった。
なお、軍艦旗は日本海軍の解体から海上自衛隊の設立までの間、ヨットクラブの日本外洋帆走協会（NORC）が海上での視認性などから国籍旗として使用した。
第二次世界大戦後の占領下の日本において、日本商船管理局（SCAJAP）に登録された船舶は、国際信号旗の"E"の旗を基にした旗を船尾に掲揚することが義務付けられた。また、朝鮮戦争における日本特別掃海隊の掃海艇使用についての指令では「朝鮮海域で掃海任務に就く船舶は、国際信号E旗（燕尾旗）のみを掲げること」とされ、掃海艇もまたSCAJAPの旗を掲げた。
同様に、アメリカ占領下の沖縄では国際信号旗の"D"の旗を基にした商船旗（琉球船舶旗）が用いられた。しかし、国籍不明で銃撃を受けるなどの問題が多発したため、1967年7月1日の琉球船舶規則で商船規則の日章旗に三角旗を取り付けた旗に変更された。

??日本の国旗
??かつての商船用国旗である御国旗
??占領下において日本人所有船が掲揚した旗
??琉球船舶旗
??二代目琉球船舶旗

### 英国型
イギリスでは、軍艦旗にはホワイト・エンサインが用いられ、商船旗にはレッド・エンサインが用いられた。海事制度を英国に範を採った諸国では同様の旗が用いられている。

イギリス商船旗
オーストラリア商船旗
ニュージーランド商船旗
香港商船旗
フィジー商船旗
インド商船旗
スリランカ商船旗
バングラデシュ商船旗
パキスタン商船旗
マレーシア商船旗
モーリシャス商船旗
ソロモン諸島商船旗
アラブ首長国連邦商船旗

### その他
国旗と異なる意匠の商船旗としては次のものなどがある。

アルバニア共和国の商船旗。
イタリア共和国の商船旗。海軍旗とほぼ同一だが、左上の意匠と王冠がない点が異なる。
イスラエル国の商船旗。
サウジアラビア王国の商船旗。
シンガポール共和国の商船旗。
中華民国（台湾）の商船旗
マルタ共和国の商船旗。
ルクセンブルク大公国の商船旗。
フランスの商船旗。国旗よりも赤色の面積比が大きい。